# Tuxpan (Michoacán)

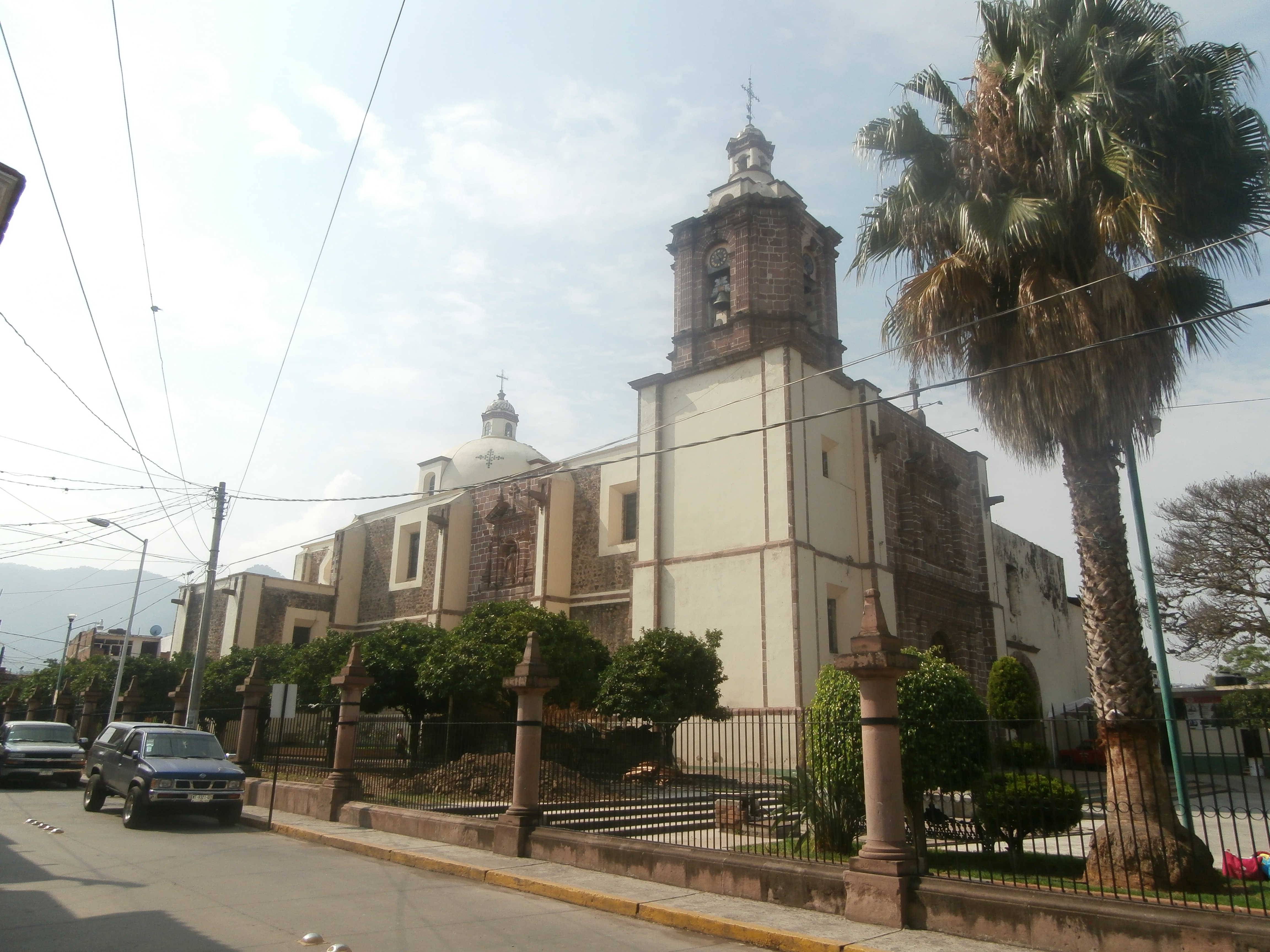
Parroquia de Santiago Apóstol

Tuxpan ['t̪uk͡spän] es una localidad del estado mexicano de Michoacán de Ocampo, cabecera del municipio homónimo. 

## Toponimia
Tuxpan tiene su etimología del purépecha toxpan, que significa ‘lugar de tuzas’. Otros historiadores atribuyen el nombre al vocablo otomí, tuspa, que significa ‘tucera’ o del náhuatl tochpan ‘en los conejos’.

## Ubicación y superficie
La localidad de Tuxpan se encuentra aproximadamente en la ubicación 19°34′5″N 100°27′50″O / 19.56806, -100.46389, a una altitud de 1721 m s. n. m. El área urbana ocupa una superficie de 6.038 km².

## Demografía
Según los datos registrados en el censo de 2020, la población de Tuxpan es de 8962 habitantes, lo que representa un decrecimiento promedio de -0.18% anual en el período 2010-2020 sobre la base de los 9122 habitantes registrados en el censo anterior. La localidad tiene una densidad de 1484 hab/km².
| Gráfica de evolución demográfica de Tuxpan entre 2000 y 2020      |
|                                                                   |
| Fuente: Instituto Nacional de Estadística Geografía e Informática |

En 2020 el 47.2 % de la población (4231 personas) eran hombres y el 52.8 % (4731 personas) eran mujeres. El 64.6 % de la población, (5786 personas), tenía edades comprendidas entre los 15 y los 64 años.
La población de Tuxpan está mayoritariamente alfabetizada (2.89 % de personas mayores de 15 años analfabetas, según relevamiento del año 2020), con un grado de escolaridad en torno a los 9.5 años. Solo el 0.39 % de la población se reconoce como indígena. El 88% de los habitantes de Tuxpan profesa la religión católica.
En el año 2010 estaba clasificada como una localidad de grado medio de vulnerabilidad social. Según el relevamiento realizado, 2825 personas de 15 años o más no habían completado la educación básica —carencia conocida como rezago educativo—, y 5214 personas no disponían de acceso a la salud.

## Economía
La principal actividad económica de la población es la floricultura.

## Monumentos históricos
- Templo de Santiago.
- Monumentos a Benedicto López, Emiliano Zapata, José María Morelos y Luis Donaldo Colosio.